# Maxillaria marmoliana
Maxillaria marmoliana är en orkidéart som beskrevs av Dodson. Maxillaria marmoliana ingår i släktet Maxillaria och familjen orkidéer. Inga underarter finns listade i Catalogue of Life.